# ジャクソン・ユール
ジャクソン・ウィリアム・ユール（英語: Jackson William Yueill、1997年2月24日 - ）は、アメリカ合衆国のサッカー選手。アメリカ合衆国代表。ポジションはMF。

## クラブ歴
ミネソタ州ブルーミントン育ちで、2015年にカリフォルニア大学ロサンゼルス校に進学した。2016年にジェネレーション・アディダスと契約した。
2017年1月13日、MLSスーパードラフトの全体6位でサンノゼ・アースクエイクスに指名され加入。提携先のリノ1868 FCで3月25日に選手初出場を記録した。同年のUSオープンカップで選手初得点を記録した。
6月17日にメジャーリーグサッカーで初出場し、サンノゼ・アースクエイクス初出場を記録した。7月1日に初スターティングメンバーとなった。同年10月14日にはチームメイトのニック・リマとともにMLS最優秀若手選手賞にノミネー。

## 代表歴
U-23代表としては2019年3月に初招集された。
A代表初招集は2019年6月1日に初招集、2019 CONCACAFゴールドカップの候補リスト外から唯一の代表選出となった。同月5日の親善試合・ジャマイカ代表戦で代表初出場を記録した。その後本戦メンバーからは外れたが、2021 CONCACAFゴールドカップの際に選出されている。